# Jorge Guerra
Jorge Guerra, detto Guerrinha (Franca, 21 giugno 1959), è un ex cestista e allenatore di pallacanestro brasiliano.

## Carriera
Con il Brasile ha disputato due edizioni dei Giochi olimpici (Seul 1988, Barcellona 1992), due dei Campionati mondiali (1986, 1990) e tre dei Campionati americani (1988, 1989, 1992).